# Robert Bauder
Robert Bauder (* 11. Januar 1916 in Biel/Bienne; † 16. April 1991 in Bern) war ein Schweizer Politiker (FDP).
Bauder war Redaktor am Bieler Tagblatt und am Journal du Jura. Von 1946 bis 1948 war er Stadtrat in Biel. Von 1946 bis 1954 war er Berner Grossrat. Von 1949 bis 1954 war er nebenamtlicher Gemeinderat von Biel. Von 1946 bis 1954 war er Generalsekretär der Freisinnig-Demokratischen Partei der Schweiz. 1954 wurde er in den Regierungsrat des Kantons Bern gewählt, wo er die Polizeidirektion, ab 1969 auch die Militärdirektion innehatte, und wo er die Juradelegation des präsidierte; bis 1955 war er im Nationalrat. 1980 trat er als Regierungsrat zurück.
Bauder setzte „bleibende Akzente im Straf- und Massnahmenvollzug und im Ausbau von Polizeikorps und Zivilschutz“. Im Militär erreichte er den Grad eines Obersts.